# 장이판
장이판(중국어 간체자: 张艺凡, 정체자: 張藝凡, 병음: Zhāng Yìfán, 한자음: 장예범, 영어: Yifan Zhang, 2000년 2월 10일 ~ )은 중국의 가수이자 무용가, 배우로, 중국의 걸 그룹 경당소녀 303의 일원이다. 소속사는 시대펑쥔이다. 팬덤명은 「고구마」 (小番薯)이며, 상징색은 「라일락 퍼플」 (丁香紫)이다.  

## 내력
2020년 5월 2일, 동영상 사이트 플랫폼 텐센트 비디오에서 주최한 걸 그룹 결성 프로젝트 서바이벌 프로그램 《창조영 2020》에 참가하였다. 7월 4일, 최종 순위 발표식에서 '제7위'를 차지하여, 프로젝트 걸 그룹 경당소녀 303의 일원이 되었다.

## 영상 작품

### 영화
| 상영일           | 제목                                       | 배역                         | 각주 |
| 2019년 10월 25일 | 《소년시절의 너》 (少年的你) (Better Days) | 호소접 (후샤오디에) (胡小蝶) |      |